# Otto Donner von Richter

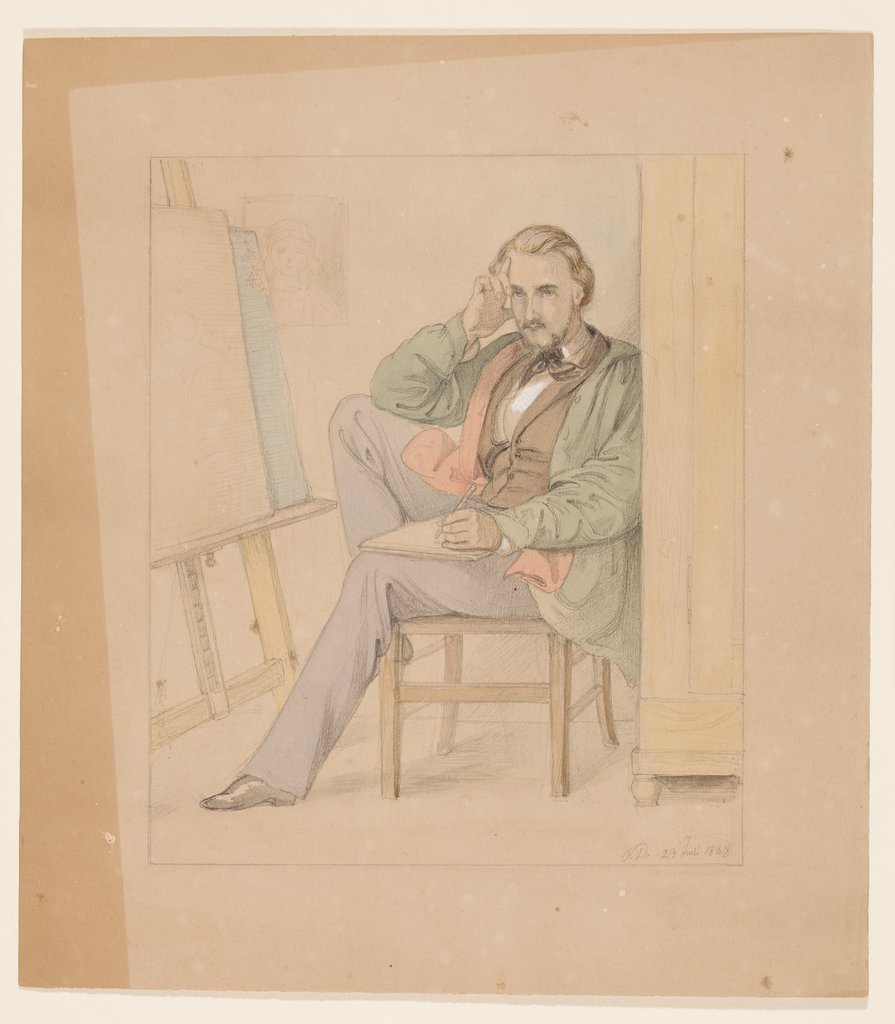
Otto Donner von Richter – Selbstbildnis aus dem Jahr 1848

Otto Philipp Donner von Richter (* 10. Mai 1828 in Frankfurt am Main; † 13. November 1911 ebenda) war ein deutscher Historien- und Porträtmaler und Kunstschriftsteller.

## Leben
Donner studierte von 1843 bis 1847 unter anderem bei Philipp Veit, Johann David Passavant und Jakob Becker am Städelschen Kunstinstitut in Frankfurt am Main. 1846 reiste er nach Dresden, 1847 über die Niederlande und Belgien nach Paris. Dort war er Schüler im Atelier von Paul Delaroche. 1848 bis 1851 hielt sich Donner in München als Schüler von Moritz von Schwind auf. Zwischen 1852 und 1854 folgte eine Italienreise mit längeren Aufenthalten in Rom, Neapel und Sizilien. 1854/55 war er Mitarbeiter von Moritz von Schwind bei der Ausführung der Fresken im Landgrafenzimmer der Wartburg bei Eisenach. 1862/63, erneut in Paris, war er Schüler von Thomas Couture.

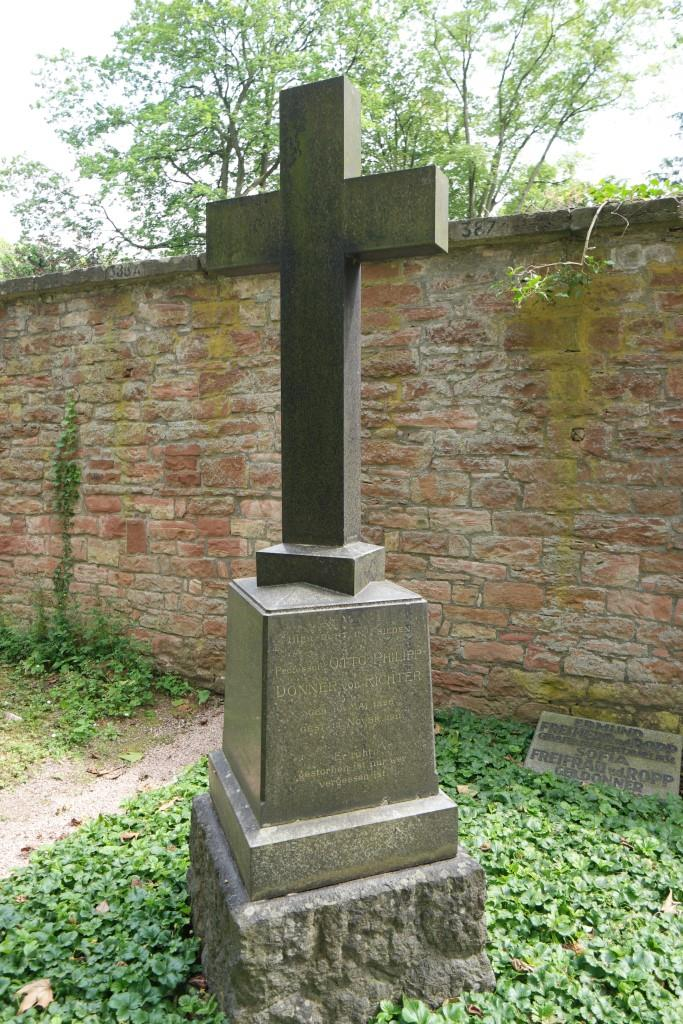
Grab von Otto Philipp Donner von Richter auf dem Hauptfriedhof in Frankfurt am Main

1870 heiratete er Helene von Richter (1846–1916), deren Mädchennamen er ab 1876 zusätzlich führte. Die Malerei trat ab 1870 wegen eines Beinleidens zugunsten archäologischer und kunsthistorischer Studien in den Hintergrund. Er publizierte zahlreiche Veröffentlichungen zur Kunst- und Kirchengeschichte der Stadt Frankfurt. Zusammen mit Philipp Otto Cornill und Johann David Passavant gründete er 1877 den Verein für das Historische Museum, dessen Vorsitzender er wurde. Er war Vorstandsmitglied des Vereins für Geschichte und Altertumskunde, Mitglied des Freien Deutschen Hochstifts und beteiligte sich an den Ausgrabungen der Heddernheimer Römersiedlung.
In seinen zahlreichen kunsthistorischen Schriften beschäftigte er sich hauptsächlich mit alten Frankfurter Malern, darunter der Familie Fyoll, Jerg Ratgeb und Philipp Uffenbach sowie mit den Bildern, die der französische Königsleutnant François de Théas Graf von Thoranc in seiner Frankfurter Zeit in Auftrag gegeben hatte.

## Werke (Auswahl)
aus der Pariser Zeit
- Satyr und Nymphen ruhend nach der Jagd, 1863, Verbleib unbekannt (Deshoff, S. 33)
- Une famille de Tritons, Verbleib unbekannt (Salon 1863, Nr. Ref-127)
- o. T. [Porträt eines Mädchens], Öl/Lw, Frankfurt a. M., Städel-Museum [Stempel auf der Rückseite der Leinwand: Rue Notre Dame de Lorette 46, Ottoz Frères, Marchand de couleurs fines et toiles à tableaux Paris].

aus der Frankfurter Zeit
- Porträts von Kaiser Wilhelm I. (1877) und Adolf Schreyer (1888)
- Gemälde am Deckenspiegel des Hauptfoyers und am Proszeniumsbogen des Frankfurter Opernhauses
- Lukas Cranach wirbt für Luther um Katharina von Bora (1883)
- Siegfried findet die schlafende Brynhild (1884)
- Unterzeichnung des Frankfurter Friedens (1871)
- Kaiser Wilhelm I., auf Gesetz und Schwer gestützt (1892, für die Aula der Wöhlerschule)